# 梅马克站
梅马克站是法国的一个铁路车站，位于法国中南部城市梅马克。

## 位置
梅马克站位于梅马克市区的东南部，距离市区大约2公里。梅马克站是一个区域性的铁路枢纽，蒂勒－梅马克铁路和利摩日－埃居朗德铁路在车站西侧交汇，站址距离利摩日大约100公里。车站大致呈东西走向，开口朝北。所有途径梅马克的列车均办理上下客。

## 设施
梅马克站设有人工售票窗口，其开放时间如下：
- 周一至五：5:30~22:50
- 周六：6:40~20:20
- 周日及节假日：9:15~22:50

此外，梅马克站还设有自动售票机和卫生间等设施。

## 停靠线路
以下列车线路在梅马克站停靠：
| 梅马克站列车线路表 |            |          |        |              |
| 线路               | 车种       | 上一站   | 下一站 | 大致运行频率 |
| 波尔多—于塞勒      | INTERCITÉS | 埃格勒通 | 于塞勒 | 每周2趟左右  |
| 布里夫—于塞勒      | TER        | 埃格勒通 | 于塞勒 | 每天4趟      |
| 利摩日—于塞勒      | TER        | 贾松内   | 于塞勒 | 每天3~5趟    |
| 1.                 |            |          |        |              |

## 配套交通

### 长途客车
梅马克站门口没有常规的大巴车线路经过。SNCF提供少量前往利摩日、蒂勒、于塞勒或布里夫拉盖亚尔德方向的大巴车，其车票可与同线路的列车车票通用。此外，当某条铁路线施工或罢工时，SNCF可能也会提供途径该线路沿途站点的大巴车。
经过梅马克的省内城际客运线路需要到梅马克市区内乘坐。

### 市内交通
梅马克站附近暂无城市公共交通线路经过。步行前往梅马克市区大约需要20分钟。

### 社会车辆
梅马克站门口可停靠少量小型机动车。此外梅马克站门口还设有一处残疾人停车位。

## 临近车站
| 梅马克站（Gare de Meymac）     |                      |          |
| 上行车站                       | 线路                 | 下行车站 |
| 埃格勒通站                     | 蒂勒－梅马克铁路     | （终点） |
| 贾松内站                       | 利摩日－埃居朗德铁路 | 于塞勒站 |
| - 本表仅显示运营中的线路及车站 |                      |          |